# Lissay-Lochy
Lissay-Lochy ist eine französische Gemeinde mit 226 Einwohnern (Stand: 1. Januar 2022) im Département Cher in der Region Centre-Val de Loire. Sie gehört zum Arrondissement Bourges und zum Kanton Trouy. Die Einwohner werden Licayolais genannt.

## Geographie
Lissay-Lochy liegt etwa zwölf Kilometer südlich von Bourges in Zentralfrankreich. Umgeben wird Lissay-Lochy von den Nachbargemeinden Trouy im Norden, Plaimpied-Givaudins im Nordosten und Osten, Senneçay im Südosten, Levet im Süden sowie Arçay im Westen. 
Durch die Gemeinde führen die Autoroute A71 und die frühere Route nationale 144 (heutige D2144). Das Gemeindegebiet wird vom Fluss Rampenne durchquert.

## Bevölkerungsentwicklung
| Jahr                       | 1962 | 1968 | 1975 | 1982 | 1990 | 1999 | 2006 | 2019 |
| Einwohner                  | 200  | 201  | 160  | 142  | 130  | 190  | 202  | 229  |
| Quellen: Cassini und INSEE |      |      |      |      |      |      |      |      |

## Sehenswürdigkeiten
- Kirche Saint-Hilaire aus dem 13. Jahrhundert, seit 1930 Monument historique
- Reste einer römischen Villa bei Verrières

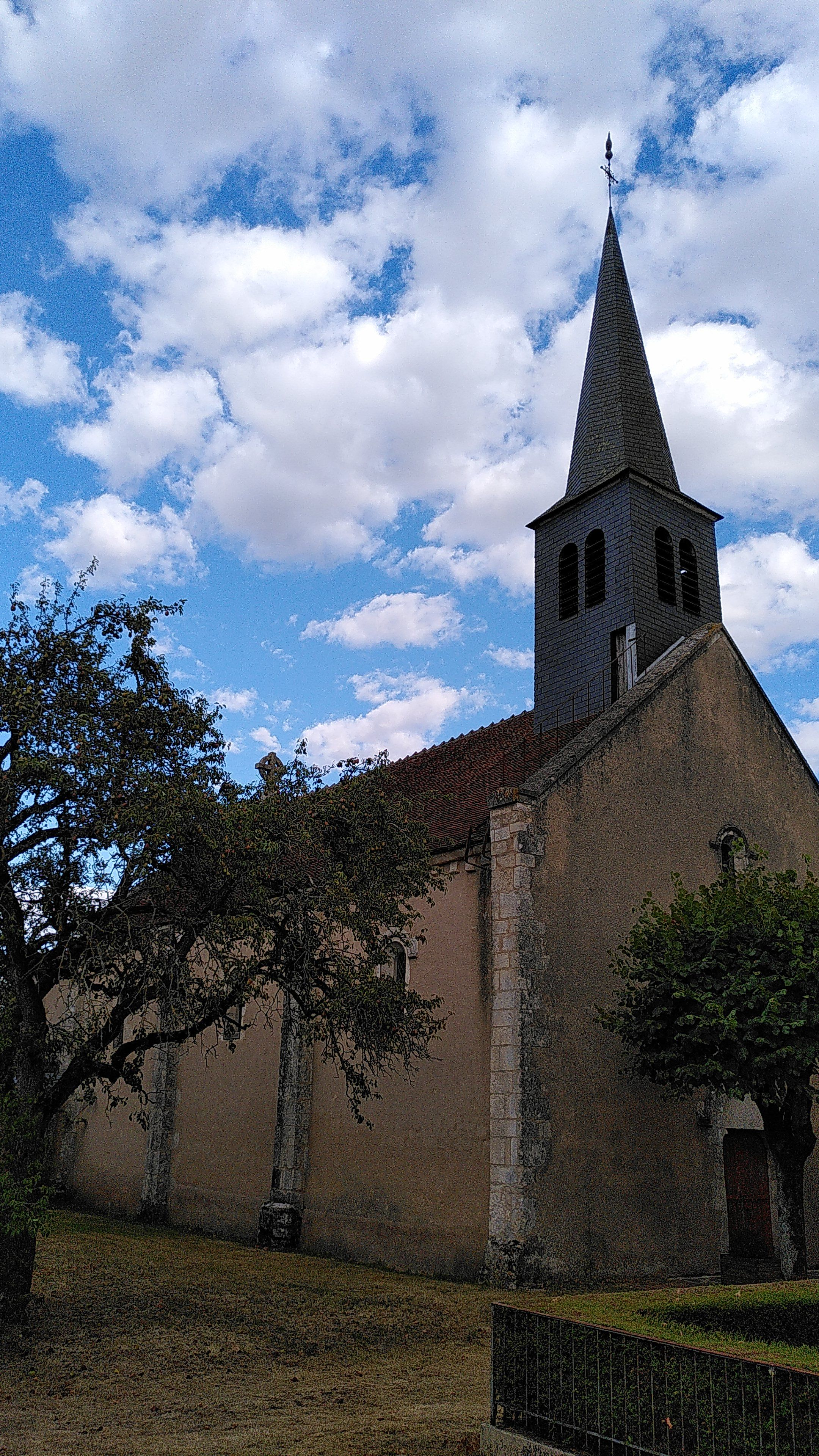
Kirche Saint-Hilaire